# Peter Straub (polityk)
Peter Straub (ur. 8 września 1939 w Waldshut) – niemiecki polityk i prawnik, długoletni przewodniczący landtagu Badenii-Wirtembergii, w latach 2004–2006 przewodniczący Komitetu Regionów.

## Życiorys
Po ukończeniu szkoły średniej studiował prawo na uniwersytetach we Fryburgu Bryzgowijskim i Monachium. W 1962 i 1966 zdał państwowe egzaminy prawnicze I i II stopnia, po czym podjął praktykę adwokacką.
W 1968 wstąpił do Unii Chrześcijańsko-Demokratycznej (CDU), rok później został członkiem powiatowych władz partii. Od 1968 do 1989 zasiadał w radzie miasta Waldshut-Tiengen, w latach 1984–1999 był radnym powiatu Waldshut. W 1984 został posłem do landtagu Badenii-Wirtembergii. Mandat deputowanego do regionalnego parlamentu sprawował nieprzerwanie do 2011 w okresie 9., 10., 11., 12., 13. i 14. kadencji. W latach 1992–1996 pełnił funkcję wiceprzewodniczącego, następnie do 2011 był przewodniczącym landtagu.
W 2002 powołany na wiceprzewodniczącego Zgromadzenia Regionów Europy. Wchodził również w skład Komitetu Regionów, w latach 2004–2006 był przewodniczącym tej instytucji.
Odznaczony Orderem Zasługi Republiki Federalnej Niemiec na Wstędze (1991) oraz I klasy (2000), Komandorią Orderu Lwa Finlandii (2005), Medalem Zasługi Badenii-Wirtembergii (2005), Wielką Złotą Odznaka Honorową za Zasługi dla Republiki Austrii (2008).